# War Rock
War Rock (vaak geschreven als WarRock) is een first-person shooter ontwikkeld door het Zuid-Koreaanse bedrijf Dream Execution. Het spel, dat in 2005 in Zuid-Korea uitkwam, kan gratis gespeeld worden en bevat alleen een multiplayermodus. Het werd in andere landen voor het eerst in 2007 uitgebracht, hoewel het spel daarvoor ook al gespeeld kon worden in een bètaversie.

## Spelregels
War Rock speelt zich af tijdens een kernoorlog in de denkbeeldige republiek Derbaran. Spelers vechten tegen elkaar met een 20e- en 21e-eeuws arsenaal aan wapens en voertuigen. Een speler kan binnen elk spel kiezen uit vijf verschillende klassen. Elke klasse kent eigen vaardigheden en wapens. Het doel van het spel is zo veel mogelijk ervaringspunten te verdienen en op te klimmen in militaire rang. De speler verdient virtueel geld (dinars) door bijvoorbeeld tegenstanders te verslaan, waarna hij met dit geld onder meer nieuwe wapens kan kopen.

## Klassen
In War Rock kan de speler een van vijf klassen kiezen waarmee hij wil spelen. Elke klasse heeft zijn eigen karakteristieken en wapens.
| Klasse         | Omschrijving |
| -------------- | --- |
| Engineer       | Een engineer heeft als voordeel dat hij voertuigen kan repareren en dat hij gebruik kan maken van zogenaamde M14-mijnen.                                                                                                |
| Medic          | Een medic is de enige die "medic kits" (vergelijkbaar met EHBO-koffers) kan gebruiken. Hiermee kan zij de levenspunten van haarzelf of haar teamgenoten herstellen.                                                     |
| Sniper (scout) | Een sniper of scout kan scherpschuttersgeweren gebruiken voor het schieten van grote afstand. De wapens van de sniper hebben altijd een telescoopvizier waarmee vijanden ver weg makkelijker te raken zijn.             |
| Assault        | Een assault is geschikt voor man-tegen-mangevechten. In tegenstelling tot de andere personages is hij volledig gemaakt voor gevechten.                                                                                  |
| Heavy Trooper  | Een heavy trooper is uitgerust voor het vernielen van voertuigen. Met landmijnen, granaatwerpers, miniguns (M134) en raketwerpers (Stinger, RPG-7, Panzerfaust) kan hij vliegtuigen, landvoertuigen en boten vernielen. |

## Gratis en betaalde versie
Het spel kan, zoals eerder vermeld, gratis gespeeld worden. Niet-betalende spelers hebben echter geen beschikking tot sommige wapens en kunnen sommige kaarten niet spelen. Als er voor wordt gekozen om van de betaalde versie gebruik te maken, kan de speler "gold premium" kopen. Met gold premium krijgt de speler toegang tot alles in het spel.

## Ontvangst
War Rock werd over de hele wereld zeer positief onthaald, vooral doordat het spel tot op een zeker niveau gratis te spelen is. Echter, belangrijke en invloedrijke recensiesites zoals IGN en Gamespot gaven het spel slechts een matige beoordeling. Volgens IGN is het een "lelijk ogende game" die lijdt aan grafische mankementen en ernstige lag-problemen. IGN gaf het dan ook maar een score van 5,9. Gamespot gaf het een 5,5 en bekritiseerde vooral het oneerlijke gegeven dat spelers die echt geld aan het spel uitgeven een superieure wapenuitrusting verkrijgen in vergelijking met spelers die niet betalen.